# Autodescàrrega
L'autodescàrrega és un fenomen de les bateries en què les reaccions químiques internes redueixen la càrrega emmagatzemada a la bateria sense cap connexió entre els elèctrodes o cap circuit extern. L'autodescàrrega disminueix la vida útil de les bateries i fa que tinguin menys d'una càrrega completa quan s'utilitzen.

## Rapidesa
La rapidesa amb què es produeix l'autodescàrrega depèn del tipus de bateria, de l'estat de càrrega, del corrent de càrrega, de la temperatura ambient i d'altres factors. Les bateries primàries no estan dissenyades per a la recàrrega entre la fabricació i l'ús, per tant, tenen una química de bateria que ha de tenir una taxa d'autodescàrrega molt més baixa que els tipus més antics de cel·les secundàries, però han perdut aquest avantatge amb el desenvolupament de cel·les secundàries recarregables amb molt baixa velocitat d'auto-descàrrega, com les cel·les de NiMH.
L'autodescàrrega és una reacció química, igual que la descàrrega de circuit tancat, i tendeix a produir-se amb més rapidesa a temperatures altes. Emmagatzemar les bateries a temperatures baixes redueix així la velocitat d'autodescàrrega i conserva l'energia inicial emmagatzemada a la bateria. També es creu que l'autodescàrrega es redueix a mesura que es desenvolupa una capa de passivació als elèctrodes amb el pas del temps.

## Autodescàrrega típica per tipus de bateria
| Química de la bateria          | Recarregable | Autodescàrrega típica o vida útil |
| ------------------------------ | ------------ | --------------------------------- |
| Metall de liti                 | No           | 10 anys de vida útil              |
| Alcalina                       | No           | 5 anys de vida útil               |
| Zinc-carboni                   | No           | 2-3 anys de vida útil             |
| Ió de liti                     | Sí           | 2-3% per mes; ca. 4% pm           |
| Polímer de liti                | Sí           | ~5% al mes                        |
| NiMH d'autodescàrrega baixa    | Sí           | Tan baix com el 0,25% al mes      |
| lom-àcid                       | Sí           | 4-6% al mes                       |
| Níquel-cadmi                   | Sí           | 15-20% al mes                     |
| Níquel/Hidrur de metall (NiMH) | Sí           | 30% al mes                        |